# Ecrobia ventrosa
Ecrobia ventrosa  (лат.) — вид небольших переднежаберных брюхоногих моллюсков, населяющих солоноватые воды. Долгое время рассматривались в составе рода Hydrobia (под названием Hydrobia ventrosa).

## Распространение
Литературные данные об ареале часто неоднозначны, поскольку точное определение видов семейства Hydrobiidae исключительно по конхологическим признакам невозможно ввиду их значительной изменчивости. Исследования, основывающиеся на более надежных признаках (морфологии пениса и характере окраске головы), указывают на то, что вид распространён в Чёрном и Средиземном морях, в Западной и Северной Европе (включая Белое море). Моллюски распространены в литоральной зоне.

## Описание
Раковина размером 3—4×1,5—2 мм, спиральная, правозакрученная, с 5—7 оборотами, разделёнными глубокой бороздой. Более точный определительный признак — характерный заострённый пенис.
Долгое время E. ventrosa путали с близким им видом Hydrobia neglecta. Они отличаются друг от друга в первую очередь формой пениса (у E. ventrosa он заострённый, а у H. neglecta он короче и тупой). У E. ventrosa завитки раковины более округлые. Также ранее виды различали по пигментации щупалец, но сейчас авторы указывают на неточность этого признака.

## Экология
Питаются преимущественно водорослями, которые соскабливают со субстрата радулой. Служат пищей морским птицам и беспозвоночным хищникам (например, хищным улиткам Amauropsis islandica).

### Конкуренция
Представители вида вступают в конкурентные межвидовые отношения с другими представителями семейства Hydrobiidae. При сосуществовании E. ventrosa с Hydrobia acuta neglecta и Peringia ulvae средние размеры особей выстраиваются от меньшего к большему в приведённом порядке (тогда как развившиеся раздельно особи E. ventrosa и P. ulvae в среднем одного размера). Представители E. ventrosa в ходе конкуренции оттесняются в более опреснённые местообитания.

### Паразиты
На Белом море на данных улитках паразитируют трематоды: Himasthla  sp. (Echinostomatidae), Bunocotyle progenetica (Bunocotylidae), Cryptocotyle concava (Heterophyidae) и представители семейств Notocotylidae и Microphallidae. Все они могут кастрировать моллюсков, а заражение некоторыми из них влечёт за собой гигантизм или карликовость хозяев.